# José Jacinto Nunes
José Jacinto Nunes (Pedrógão Grande, 25 de Outubro de 1839 — Grândola, 9 de Novembro de 1931), mais conhecido por Jacinto Nunes, foi um político republicano. Destacado membro do Partido Republicano Português durante o período que antecedeu a Implantação da República Portuguesa e presidente da Câmara Municipal de Grândola. Numa geração que viveu sob influência dos ideias da Revolução Francesa de 1789, Jacinto Nunes foi um grande defensor da democracia e do municipalismo. Consta que o rei D. Carlos, num discurso de inauguração da estação ferroviária de Grândola, terá proferido a seguinte afirmação: «Eu sou o rei de Portugal mas o Dr. Jacinto Nunes é o rei de Grândola».

## Biografia
Nascido em Pedrógão Grande, distrito de Leiria, a 25 de Outubro de 1839, Jacinto Nunes foi filho de António Joaquim Nunes e de Rosa Jacinta das Neves, uma família de lavradores abastados para os padrões da época e de pensamento liberal. 
Feitos os primeiros estudos em Pedrógão, ingressou no  Seminário de Coimbra, que frequentou até ingressar na Faculdade de Direito, na mesma cidade, no ano de 1860. Em Coimbra Jacinto Nunes conviveu com a escola da mocidade liberal e democrática, onde pontificava Antero de Quental, e foi condiscípulo de Manuel de Arriaga e de Eça de Queiroz. Encontra-se colaboração sua no jornal académico de literatura A Chrysalida, administrado por Duarte de Vasconcelos, e do qual eram redatores efectivos Teófilo Braga e Simões Dias. Integrou a Sociedade do Raio. Empenhou-se em protestos académicos, tendo apoiado o movimento que levaria o reitor Basílio Alberto de Sousa Pinto a permitir a modernização da Universidade de Coimbra e aderiu ao movimento de contestação Rolinada.
Concluída a sua formatura, em 1865, Jacinto Nunes estabeleceu-se como advogado na sua vila natal, Pedrógão, transferindo-se depois para Lisboa. Encontrando-se na capital, concorreu e foi admitido na função de subdelegado do Procurador Régio. 
Envolvendo-se na política, em 1866 Jacinto Nunes foi nomeado Administrador do Concelho de Grândola. Depois da reforma administrativa realizada em 1870, passou a exercer o cargo de presidente da Câmara Municipal de Grândola, mantendo-se nessa função durante mais de 50 anos. 
Na mesma vila alentejana de Grândola, Jacinto Nunes viria a casar, em 7 de Julho de 1869, na Igreja de Santa Margarida da Serra, com Maria da Natividade Pais de Vasconcellos. 
Afeiçoado à terra cujos destinos presidiu durante mais do meio século, Jacinto Nunes passou a limitar as suas deslocações a Lisboa para o desempenho da sua atividade parlamentar e durante o período de férias. 
Fez parte do Directório do Partido Republicano, tendo sido vítima de perseguições e preso por duas vezes. A 1893 foi um dos primeiros deputados republicanos eleitos a entrar no Parlamento e tomou assento na Assembleia Nacional Constituinte. Em 1919 foi eleito senador pelo Partido Republicano Liberal e no ano seguinte apresentou no Senado uma proposta de amnistia para crimes políticos e religiosos, que foi favoravelmente votada em 1921. 
Apesar de ter sido um político activo e influente, Jacinto Nunes nunca quis ser ministro nem aceitou condecorações.
A 9 de Novembro de 1931 Jacinto Nunes falece. Sendo uma das grandes referências do republicanismo português, sua morte foi notícia de primeira página em vários jornais.

## Obras
- A Descentralisação, 1870
- Reivindicações Democráticas,  1886
- Projecto do Código Administrativo, 1894
- Relatório sobre a Questão Corticeira, 1905
- A organisação administrativa e as franquias locaes, 1910

Escreveu também para jornais:
- A Democracia,
- A Luta,
- O Século (que ajudou a fundar),
- O Partido do Povo,
- Pedro Nunes,
- Trovão da Beira.
- Galeria republicana